# Želva zelenavá
Želva zelenavá (Testudo hermanni) je býložravá suchozemská želva, jejíž přirozené životní prostředí je v jižní Evropě. Je zřejmě nejoblíbenějším druhem želvy chovaným v zajetí. Je chráněna statusem EU CITES A.[zdroj?]

## Obecně
Dorůstá 20 cm, v přírodě se vyskytují i větší jedinci. Karapax má žluto-hnědé nebo hnědo-černé zabarvení, které se může měnit při dlouhodobém pobytu ve venkovním prostředí. Na předních končetinách má pět prstů s tupými drápky, na zadních končetinách čtyři prsty. Od příbuzné želvy žlutohnědé se liší žlutozelenými tóny ve zbarvení krunýře, zdvojeným nadocasním štítkem na zadním okraji karapaxu (horní strany krunýře) a rohovitým hrotem na špičce ocasu. Na rozdíl od želvy žlutohnědé nikdy nemá na stehnech zvětšené ostruhovité šupiny.

## Areál
Rozšířena je především v oblasti Řecka, balkánských států (až po Dunaj). Některé poddruhy žijí v Itálii, na Baleárech, Korsice, Sardinii, v jižní Francii a východním Španělsku (v tzv. katalánských zemích).
Má ráda volné stepní krajiny zarostlé keři, které poskytují dostatek stínu, se spoustou kamení. Ráda se schovává, a i když je aktivní ve dne, z úkrytu vylézá raději za šera, protože jí horko nesvědčí. Také ve venkovním výběhu se snaží vždy nalézt stín a bezpečný úkryt, kde by se mohla skrýt. Zřejmě obliba těchto želv vedla k jejich únikům z chovu a začlenění do přírody i v Česku, podobně jako některé další cizí druhy želv.

## Chov
I když se jedná o býložravou želvu, doplňuje si výživu také potravou živočišného původu. V potravě by však měla převažovat rostlinná složka, k níž patří pampelišky, tráva, jetel nebo pekingské zelí, ráda si pochutná i na ovoci a zelenině, jahodách nebo strouhané mrkvi.
Pro správný chov želvy je zásadní zajistit zvířeti dostatečný přísun ultrafialového záření. Optimální je venkovní chov s expozicí na slunci, při chovu v teráriu je zcela nezbytné zajistit dostatečný osvit umělým zdrojem UV-záření.
Želvám je velmi vhodné doplnit stravu umělým zdrojem vápníku, jako jsou jemně mleté vaječné skořápky, spolu s přísunem UV-záření; je to nejlepší prevence onemocnění rachitidou. Pro mláďata je vhodné dodávat i vitamíny A a D.. Komerčně nabízené vitamínové doplňky nejsou nutné, někteří chovatelé je dokonce označují za škodlivé a při nesprávném dávkování smrtící.
Ačkoli pojem „suchozemská želva“ sugeruje, že želvy vyžadují pobyt v suchém prostředí, opak je pravdou. Želvám je nutné zajistit trvalou přiměřenou vlhkost chovného prostředí. Nedostatek vlhkosti vede k různým problémům, zejména růstovým deformacím krunýře (zhrbatění). Škodlivé je rovněž prašné prostředí, které může způsobit onemocnění očí a dýchacích cest.
Názory na to, zda je pro želvy zimní spánek nutný se významně rozcházejí. Zatímco někteří autoři a chovatelé tvrdí, že zimování je nutné i v prvním roce života, jiní naopak mají zimování v prvním roce za velmi rizikové a nedoporučují ho. Praktické zkušenosti chovatelů naznačují, že absence zimního spánku zvířatům neškodí.

## Ochrana
Želva zelenavá je chráněna úmluvou CITES, přičemž želvy spadají do skupiny CITES „A“. Želva zelenavá konkrétně do přílohy ES „A“ a do přílohy CITES II. Vlastník (majitel) želvy potřebuje tedy CITES dokumenty („registrační list exempláře ohroženého druhu živočicha nebo rostliny“) a při prodeji či nákupu také výjimku ze zákazu obchodní činnosti („žlutý doklad“). Vzhledem k tomu, že je většina želv přímo ohrožena vyhynutím a jmenovitě uvedena na seznamu CITES I, II a III, prodej a koupě jsou limitovány podmínkami těchto dokumentů. S těmito dokumenty pak dochází k přeregistraci želvy na nového vlastníka. Prakticky to znamená, že neregistrovaná zvířata mohou být zabavena a pokud je znám jejich původ, na náklady majitele pak navrácena do místa původu.

### Audiovizuální dokumenty
- Život jedné želvy. [V orig. Alaïs: Tortue sauvage de Provence.] Francie, 2022. 51 min. Režie Jean-Yves Collet. [Dokument o želvě zelenavé, která žila do věku 82 let ve volné přírodě v Provence.] Prima ZOOM, 5. 2. 2025.